# Euphorbia hamaderoensis
Euphorbia hamaderoensis là một loài thực vật có hoa trong họ Đại kích. Loài này được A.G.Mill. mô tả khoa học đầu tiên năm 2004.